# Agrypon longipropodeum
Agrypon longipropodeum är en stekelart som först beskrevs av Tohru Uchida 1958.  Agrypon longipropodeum ingår i släktet Agrypon och familjen brokparasitsteklar. Inga underarter finns listade i Catalogue of Life.